# منتخب ولايات ميكرونيسيا المتحدة تحت 23 سنة لكرة القدم
منتخب ولايات ميكرونيسيا المتحدة تحت 23 سنة لكرة القدم (بالإنجليزية: Federated States of Micronesia national under-23 football team)‏ هو ممثل ولايات ميكرونيسيا المتحدة الرسمي في المنافسات الدولية في كرة القدم في فئة كرة قدم تحت 23 سنة للرجال
.